# Lausanner Verpflichtung
Die Lausanner Verpflichtung ist eine freiwillige, christlich-evangelikale Verpflichtungserklärung aus dem Jahr 1974, die zum Ziel hat, aktiv die Ausbreitung des Christentums zu fördern. Die Erklärung wurde im Rahmen einer Konferenz unter dem Titel „Internationaler Kongress für Weltevangelisation“ formuliert und von mehr als 2.300 Personen verabschiedet.

## Geschichte
Die Tagung fand in der schweizerischen Stadt Lausanne am Genfersee, auf Einladung und unter dem Vorsitz des US-amerikanischen Evangelisten und Predigers Billy Graham, statt. Unter den ca. 2700 Konferenzteilnehmern waren rund 150 Leiter verschiedener Kirchen und Freikirchen.

## Inhalt

### Form
Die Lausanner Erklärung ist verfasst in der Form eines überkonfessionellen Schuldbekenntnisses, unterteilt in 15 Artikel, in dem zunächst die Verfasser, dann auch die späteren Unterzeichner bedauern, nicht genügend zur Ausbreitung der christlichen Botschaft gewirkt zu haben. Die Erklärung betont ausdrücklich den Glauben an das ökumenische Bekenntnis von Nicäa, das im Jahr 325 formuliert wurde. Die Unterzeichner bekunden ihren Willen, sich jetzt verstärkt der Ausbreitung des Christentums zu widmen. Die Erklärung wurde weitestgehend, zunächst ausschließlich in englischer Sprache, von Pastor John R. W. Stott verfasst. Übersetzungen liegen mittlerweile in mehr als 20 Sprachen vor.

### Präambel
„Wir, Glieder der Gemeinde Jesu Christi aus mehr als 150 Nationen, Teilnehmer am Internationalen Kongress für Weltevangelisation in Lausanne, loben Gott, weil Er Sein Heil geschenkt hat und freuen uns an der Gemeinschaft, die Er uns mit Ihm und untereinander schenkt. Gottes Wirken in unserer Zeit bewegt uns tief. Unser Versagen führt uns zur Buße. Die unvollendete Aufgabe der Evangelisation fordert uns heraus. Wir glauben, dass das Evangelium Gottes gute Nachricht für die ganze Welt ist. Durch Seine Gnade sind wir entschlossen, dem Auftrag Jesu Christi zu gehorchen, indem wir Sein Heil der ganzen Menschheit verkündigen, um alle Völker zu Jüngern zu machen. Darum wollen wir unseren Glauben und unseren Entschluss bekräftigen und unserer Verpflichtung öffentlich Ausdruck geben.“

### Artikel
Die ersten drei der 15 Artikel der Lausanner Verpflichtung erklären aus evangelikaler Sicht den Heilsplan Gottes, die Autorität der Bibel sowie die Einzigartigkeit und Universalität Jesu Christi. In den folgenden Artikeln geht es um das Wesen der Evangelisation sowie die praktische Umsetzung. Dabei wird neben der Frage nach sozialer Verantwortung von Christen auch das Verhältnis zu anderen Kulturen behandelt. Die letzten vier Artikel behandeln den geistlichen Hintergrund von Evangelisation, die Auseinandersetzung mit dem Bösen, mögliche Christenverfolgung, das Wirken des Heiligen Geistes sowie die erwartete Wiederkunft Christi.

## Rezeption
Für die weit verzweigte evangelikale Bewegung wurde die Lausanner Verpflichtung ein wichtiges theologisches Konsensdokument. Das Zurückstellen ekklesiologischer Eigenarten und Themen zugunsten eines evangelistisch-missionarischen Engagements ist das Hauptmerkmal der durch dieses Papier geprägten Bewegung. Die Lausanner Verpflichtung zählt somit zu den bedeutendsten Dokumenten evangelikaler Missionstheologie und der evangelikalen Zusammenarbeit innerhalb der evangelikalen Bewegung.
In Deutschland gründete sich infolge der gemeinsamen Verpflichtung die Lausanner Bewegung Deutschland in Verbindung mit der Deutschen Evangelischen Allianz und der Arbeitsgemeinschaft Missionarische Dienste (AMD) in der Evangelischen Kirche in Deutschland.